# 眉月夜
「眉月夜」（まゆづきよ）は、1983年9月にリリースされた桜田淳子の38枚目のシングルである。

## 解説
- 本楽曲のリリースをもって桜田は歌手活動を休止、最後のシングル発売となった。

- 当時の桜田は、既に女優としての活動がメインになっていたため、この曲でテレビの歌番組に出演した記録は無く、生の歌唱映像も存在しない。

## 収録曲
- 全曲作曲：小椋佳／編曲：奥慶一

1. 眉月夜
作詞：茅野遊
2. 数えないで
作詞：小椋佳